# Peace (album Eurythmics)
Peace – album brytyjskiego duetu Eurythmics, wydany w 1999 roku.

## Ogólne informacje
Był to ósmy i ostatni album studyjny duetu. Płytę promowały dwa regularne single „I Saved the World Today” i „17 Again”, z których pierwszy odniósł duży sukces i stał się przebojem, a także dwa single promocyjne, „Peace Is Just a Word” i „Power to the Meek”. Po wydaniu albumu zespół wyruszył w trasę koncertową Peacetour. Płyta spotkała się z dobrym przyjęciem przez publiczność, docierając do pierwszej dziesiątki list sprzedaży w wielu krajach. Także opinie krytyków były przychylne.
14 listopada 2005 wytwórnia Sony BMG wydała ekskluzywne reedycje ośmiu pierwszych albumów studyjnych Eurythmics, w tym Peace z nowymi wersjami niektórych piosenek i dodatkowymi nagraniami.

## Lista utworów
1. „17 Again” – 4:55
2. „I Saved the World Today” – 4:53
3. „Power to the Meek” – 3:18
4. „Beautiful Child” – 3:27
5. „Anything But Strong” – 5:04
6. „Peace Is Just a Word” – 5:51
7. „I've Tried Everything” – 4:17
8. „I Want It All” – 3:32
9. „My True Love” – 4:45
10. „Forever” – 4:08
11. „Lifted” - 4:09

Dodatkowy materiał (reedycja z 2005 roku)
12. „Beautiful Child” (Acoustic Version) – 3:31
13. „17 Again” (Acoustic Version) – 4:47
14. „I Saved the World Today” (Acoustic Version) – 2:44
15. „Something in the Air” – 3:46

## Twórcy
Eurythmics
- Annie Lennox – śpiew
- David A. Stewart – śpiew, gitara

Muzycy towarzyszący
- Dave Catlin-Birch – gitara basowa
- Peter Lewinson – bębny
- Steve Lewinson – bębny
- Chucho Merchán – gitara basowa
- Chris Sharrock – bębny
- David Whitaker – smyki
- Andy Wright – keyboard, perkusja

## Single
- 1999: „I Saved the World Today”
- 2000: „17 Again”

## Pozycje na listach
| Kraj              | Pozycja |
| ----------------- | ------- |
| Wielka Brytania   | 4       |
| Stany Zjednoczone | 25      |
| Niemcy            | 2       |
| Szwajcaria        | 2       |
| Austria           | 7       |
| Holandia          | 22      |
| Włochy            | 5       |
| Szwecja           | 5       |
| Norwegia          | 22      |
| Australia         | 8       |

## Certyfikaty i sprzedaż
| Kraj                      | Certyfikat         | Sprzedaż |
| ------------------------- | ------------------ | -------- |
| Belgia (BEA)              | złota płyta        | 25 000+  |
| Francja (SNEP)            | złota płyta        | 100 000+ |
| Kanada (MC)               | platynowa płyta    | 100 000+ |
| Niemcy (BVMI)             | złota płyta        | 150 000+ |
| Stany Zjednoczone (RIAA)  | złota płyta        | 500 000+ |
| Szwajcaria (IFPI Schweiz) | złota płyta        | 25 000+  |
| Szwecja (GLF)             | złota płyta        | 40 000+  |
| Wielka Brytania (BPI)     | złota płyta        | 100 000+ |
| Włochy (FIMI)             | 2x platynowa płyta | 200 000+ |